# Lista odcinków serialu Świat według Mindy
Poniżej znajduje się lista odcinków serialu telewizyjnego Świat według Mindy – emitowanego przez amerykańską stację telewizyjną FOX od 25 września 2012 roku do 24 marca 2015. Od czwartego sezonu serial jest emitowany przez platformę internetową Hulu. Powstało 6 sezonów, które łącznie składają się z 117 odcinków. W Polsce jest emitowany od 27 maja 2013 roku do 21 stycznia 2018 roku na kanale Fox Life.
| Sezon | Sezon | Odcinki | Oryginalna emisja   | Oryginalna emisja | Oryginalna emisja | Oryginalna emisja    | Oryginalna emisja |
| Sezon | Sezon | Odcinki | Premiera sezonu     | Finał sezonu      | Premiera sezonu   | Finał sezonu         |                   |
| ----- | ----- | ------- | ------------------- | ----------------- | ----------------- | -------------------- | ----------------- |
|       | 1     | 24      | 25 września 2012    | 14 maja 2013      | 27 maja 2013      | 5 sierpnia 2013      |                   |
|       | 2     | 22      | 17 września 2013    | 6 maja 2014       | 28 marca 2014     | 6 czerwca 2014       |                   |
|       | 3     | 21      | 16 września 2014    | 24 marca 2015     | 5 marca 2015      | 14 maja 2015         |                   |
|       | 4     | 26      | 15 września 2015    | 5 lipca 2016      | 31 marca 2016     | 28 lipca 2016        |                   |
|       | 5     | 14      | 4 października 2016 | 28 marca 2017     | 17 września 2017  | 15 października 2017 |                   |
|       | 6     | 10      | 12 września 2017    | 14 listopada 2017 | 7 stycznia 2018   | 21 stycznia 2018     |                   |

## Sezon 1 (2012-2013)
W Polsce serial jest emitowany na kanale Fox Life od 27 maja 2013 roku.
| Nr | #  | Tytuł                                                               | Reżyseria            | Scenariusz                    | Premiera FOX         | Premiera Fox Life |
| -- | -- | ------------------------------------------------------------------- | -------------------- | ----------------------------- | -------------------- | ----------------- |
| 1  | 1  | Poznajcie Mindy Pilot                                               | Charles McDougall    | Mindy Kaling                  | 25 września 2012     | 27 maja 2013      |
| 2  | 2  | Zatrudnianie i zwalnianie Hiring and Firing                         | Michael Spiller      | Mindy Kaling                  | 2 października 2012  | 27 maja 2013      |
| 3  | 3  | W nocnym klubie In the Club                                         | Michael Spiller      | Matt Warburton                | 9 października 2012  | 3 czerwca 2013    |
| 4  | 4  | Halloween                                                           | Jesse Peretz         | Chris McKenna                 | 30 października 2012 | 3 czerwca 2013    |
| 5  | 5  | Mój ginekolog Danny Castellano Is My Gynecologist                   | Peter Lauer          | Mindy Kaling                  | 13 listopada 2012    | 10 czerwca 2013   |
| 6  | 6  | Święto Dziękczynienia Thanksgiving                                  | Michael Spiller      | Adam Countee                  | 20 listopada 2012    | 10 czerwca 2013   |
| 7  | 7  | Nastoletnia pacjentka Teen Patient                                  | Rob Schrab           | Ike Barinholtz, David Stassen | 27 listopada 2012    | 17 czerwca 2013   |
| 8  | 8  | Dwóch na jedną Two to One                                           | Peter Lauer          | Mindy Kaling                  | 4 grudnia 2012       | 17 czerwca 2013   |
| 9  | 9  | Świąteczna impreza u Josha i Mindy Josh and Mindy’s Christmas Party | Charles McDougall    | Jeremy Bronson                | 11 grudnia 2012      | 24 czerwca 2013   |
| 10 | 10 | Brat Mindy Mindy’s Brother                                          | Michael Spiller      | Chris McKenna                 | 8 stycznia 2013      | 24 czerwca 2013   |
| 11 | 11 | Piętrowe łóżko Bunk Bed                                             | Don Scardino         | Jeremy Bronson                | 15 stycznia 2013     | 1 lipca 2013      |
| 12 | 12 | Nieudana randka Hooking Up Is Hard                                  | Paul Lieberstein     | Mindy Kaling                  | 22 stycznia 2013     | 1 lipca 2013      |
| 13 | 13 | Harry i Sally Harry & Sally                                         | Michael Spiller      | Mindy Kaling, B.J. Novak      | 29 stycznia 2013     | 8 lipca 2013      |
| 14 | 14 | Harry i Mindy Harry & Mindy                                         | Michael Weaver       | Harper Dill                   | 5 lutego 2013        | 8 lipca 2013      |
| 15 | 15 | Mindy ma swoje pięć minut Mindy’s Minute                            | B.J. Novak           | Ike Barinholtz, David Stassen | 19 lutego 2013       | 15 lipca 2013     |
| 16 | 16 | Ten, który się wymknął The One That Got Away                        | Michael Spiller      | Mindy Kaling, Jeremy Bronson  | 26 lutego 2013       | 15 lipca 2013     |
| 17 | 17 | Urodziny Mindy Mindy’s Birthday                                     | Claire Scanlon       | Adam Countee                  | 19 marca 2013        | 22 lipca 2013     |
| 18 | 18 | Przyjaciel Danny’ego Danny’s Friend                                 | Beth McCarthy-Miller | Matt Warburton                | 26 marca 2013        | 22 lipca 2013     |
| 19 | 19 | Mój fajny chrześcijański chłopak My Cool Christian Boyfriend        | Michael Spiller      | Jack Burditt                  | 2 kwietnia 2013      | 29 lipca 2013     |
| 20 | 20 | Przystojniak Pretty Man                                             | Rob Schrab           | Tucker Cawley                 | 4 kwietnia 2013      | 29 lipca 2013     |
| 21 | 21 | Santa Fe                                                            | B.J. Novak           | Tracey Wigfield               | 9 kwietnia 2013      | 5 sierpnia 2013   |
| 22 | 22 | Triatlon Triathlon                                                  | Wendey Stanzler      | Jack Burditt                  | 30 kwietnia 2013     | 5 sierpnia 2013   |
| 23 | 23 | Studencka impreza Frat Party                                        | Michael Weaver       | Tracey Wigfield               | 7 maja 2013          | 5 sierpnia 2013   |
| 24 | 24 | Zabierz mnie ze sobą Take Me With You                               | Michael Spiller      | Mindy Kaling, Jeremy Bronson  | 14 maja 2013         | 5 sierpnia 2013   |

## Sezon 2 (2013-2014)
Premierowy odcinek 2 sezonu zostanie wyemitowany 17 września 2013 roku.
| Nr | #  | Tytuł                                                                         | Reżyseria            | Scenariusz                   | Premiera FOX         | Premiera Fox Life |
| -- | -- | ----------------------------------------------------------------------------- | -------------------- | ---------------------------- | -------------------- | ----------------- |
| 25 | 1  | Rozwiązanie moich wszystkich problemów All My Problems Solved Forever...      | Michael Spiller      | Mindy Kaling                 | 17 września 2013     | 28 marca 2014     |
| 26 | 2  | Ten drugi dr L The Other Dr. L                                                | Michael Spiller      | Jack Burditt                 | 24 września 2013     | 28 marca 2014     |
| 27 | 3  | Festiwal muzyczny Music Festival                                              | Michael Weaver       | Matt Warburton               | 1 października 2013  | 4 kwietnia 2014   |
| 28 | 4  | Magic Morgan                                                                  | Neal Brennan         | Tracey Wigfield              | 8 października 2013  | 4 kwietnia 2014   |
| 29 | 5  | Wernisaż Wiener Night                                                         | Michael Weaver       | Jack Burditt                 | 15 października 2013 | 11 kwietnia 2014  |
| 30 | 6  | Męski wieczór Bro Club For Dudes                                              | David Rogers         | Jeremy Bronson               | 22 października 2013 | 11 kwietnia 2014  |
| 31 | 7  | Skateboardzista Sk8er Man                                                     | Beth McCarthy-Miller | Charlie Grandy               | 5 listopada 2013     | 18 kwietnia 2014  |
| 32 | 8  | Seksesmsy You’ve Got Sext                                                     | Alex Hardcastle      | Mindy Kaling                 | 12 listopada 2013    | 18 kwietnia 2014  |
| 33 | 9  | Mindy Lahiri to rasistka Mindy Lahiri Is A Racist                             | Greg Daniels         | Ike Barinholtz David Stassen | 19 listopada 2013    | 25 kwietnia 2014  |
| 34 | 10 | Weselna wpadka Wedding Crushers                                               | Charles McDougall    | Lang Fisher                  | 26 listopada 2013    | 25 kwietnia 2014  |
| 35 | 11 | Świąteczna impreza Christmas Party Sex Trap                                   | Michael Spiller      | Tracey Wigfield              | 3 grudnia 2013       | 2 maja 2014       |
| 36 | 12 | Danny Castellano, mój trener osobisty Danny Castellano Is My Personal Trainer | Rob Schrab           | Charlie Grandy               | 7 stycznia 2014      | 2 maja 2014       |
| 37 | 13 | Los Angeles L.A.                                                              | Michael Spiller      | Mindy Kaling Tracey Wigfield | 14 stycznia 2014     | 10 maja 2014      |
| 38 | 14 | Pustynia The Desert                                                           | Marco Fargnoli       | Tracey Wigfield Mindy Kaling | 21 stycznia 2014     | 10 maja 2014      |
| 39 | 15 | Francuski pocałunek French Me, You Idiot                                      | Paul Lieberstein     | Jack Burditt                 | 1 kwietnia 2014      | 17 maja 2014      |
| 40 | 16 | Piękna, duża hinduska kobieta Indian BBW                                      | Michael Spiller      | Jeremy Bronson               | 1 kwietnia 2014      | 17 maja 2014      |
| 41 | 17 | Wyluzuj Be Cool                                                               | Rob Schrab           | Ike Barinholtz David Stassen | 8 kwietnia 2014      | 24 maja 2014      |
| 42 | 18 | Ulubienica Girl Crush                                                         | David Rogers         | Chris Schleicher             | 8 kwietnia 2014      | 24 maja 2014      |
| 43 | 19 | Myśl jak Peter Think Like Peter                                               | Ken Whittingham      | Charlie Grandy               | 15 kwietnia 2014     | 31 maja 2014      |
| 44 | 20 | Oficer i ginekolog An Officer and a Gynecologist                              | David Rogers         | Jack Burditt Lang Fisher     | 22 kwietnia 2014     | 31 maja 2014      |
| 45 | 21 | Sąsiadka The Girl Next Door                                                   | Michael Weaver       | Tracey Wigfield Alina Mankin | 29 kwietnia 2014     | 7 czerwca 2014    |
| 46 | 22 | Danny i Mindy Danny and Mindy                                                 | Michael Spiller      | Mindy Kaling                 | 6 maja 2014          | 7 czerwca 2014    |

## Sezon 3 (2014-2015)
7 marca 2014 roku, Fox oficjalnie zamówił trzecią serię serialu.
| Nr | #  | Tytuł                                                                                    | Reżyseria            | Scenariusz                       | Premiera FOX         | Premiera Fox Comedy. |
| -- | -- | ---------------------------------------------------------------------------------------- | -------------------- | -------------------------------- | -------------------- | -------------------- |
| 47 | 1  | Jesteśmy teraz parą We're a Couple Now, Haters!                                          | Michael Spiller      | Mindy Kaling                     | 16 września 2014     | 5 marca 2015         |
| 48 | 2  | Annette Castellano to moja nemesis Annette Castellano Is My Nemesis                      | Marco Fargnoli       | Tracey Wigfield                  | 23 września 2014     | 5 marca 2015         |
| 49 | 50 | Przestępstwa, wykroczenia i jej byli najlepsi przyjaciele Crimes & Misdemeanors & Ex-BFs | Michael Weaver       | Matt Warburton                   | 30 września 2014     | 12 marca 2015        |
| 50 | 4  | Pomyłka I Slipped                                                                        | Lynn Shelton         | Charlie Grandy                   | 7 października 2014  | 12 marca 2015        |
| 51 | 5  | Diabeł ubiera się w Lands' End The Devil Wears Lands' End                                | Michael Spiller      | Jeremy Bronson                   | 14 października 2014 | 19 marca 2015        |
| 52 | 6  | Czas karmelowej księżniczki Caramel Princess Time                                        | Beth McCarthy-Miller | Charlie Grandy, Mindy Kaling     | 4 listopada 2014     | 19 marca 2015        |
| 53 | 7  | Porozmawiajmy o Annette We Need to Talk About Annette                                    | Michael Weaver       | Alina Mankin                     | 11 listopada 2014    | 26 marca 2015        |
| 54 | 8  | Pamiętnik szalonej hinduski Diary of a Mad Indian Woman                                  | Alex Hardcastle      | Lang Fisher                      | 18 listopada 2014    | 26 marca 2015        |
| 55 | 9  | Jak stracić mamę w dziesięć dni How To Lose a Mom in Ten Days                            | David Rogers         | Tracey Wigfield                  | 25 listopada 2014    | 2 kwietnia 2015      |
| 56 | 10 | A co z Peterem? What About Peter                                                         | David Stassen        | Ike Barinholtz, David Stassen    | 2 grudnia 2014       | 2 kwietnia 2015      |
| 57 | 11 | Boże Narodzenie Christmas                                                                | Paul Lieberstein     | Charlie Grandy                   | 9 grudnia 2014       | 9 kwietnia 2015      |
| 58 | 12 | Stanford                                                                                 | Michael Spiller      | Tracey Wigfield                  | 6 stycznia 2015      | 9 kwietnia 2015      |
| 59 | 13 | Chłopak z San Francisco San Francisco Bae                                                | Michael Spiller      | Chris Schleicher                 | 13 stycznia 2015     | 16 kwietnia 2015     |
| 60 | 14 | Koniec z panem Noishe No More Mr. Noishe Guy                                             | Michael Weaver       | Jeremy Bronson                   | 3 lutego 2015        | 16 kwietnia 2015     |
| 61 | 15 | Rodzinny obiad Dinner at the Castellanos                                                 | David Rogers         | Charlie Grandy                   | 10 lutego 2015       | 23 kwietnia 2015     |
| 62 | 16 | Rodzinne wartości Lahirich Lahiri Family Values                                          | Marco Fargnoli       | Tracey Wigfield                  | 17 lutego 2015       | 23 kwietnia 2015     |
| 63 | 17 | Danny Castellano to mój dietetyk Danny Castellano Is My Nutritionist                     | Lynn Shelton         | Mindy Kaling, Matt Warburton     | 24 lutego 2015       | 30 kwietnia 2015     |
| 64 | 18 | Klinika płodności Fertility Bites                                                        | Nisha Ganatra        | Jeremy Bronson, Chris Schleicher | 3 marca 2015         | 30 kwietnia 2015     |
| 65 | 19 | Zwierzenia katoholiczki Confessions of a Catho-holic                                     | Ike Barinholtz       | Jack Burditt                     | 10 marca 2015        | 7 maja 2015          |
| 66 | 20 | Oczekiwania What to Expect When You’re Expanding                                         | Michael Weaver       | Tracey Wigfield, Lang Fisher     | 17 marca 2015        | 7 maja 2015          |
| 67 | 21 | Drużba Best Man                                                                          | Michael Spiller      | Mindy Kaling                     | 24 marca 2015        | 14 maja 2015         |

## Sezon 4 (2015-2016)
Platforma internetowa Hula zamówiła 4 sezon serialu, który będzie składał się z 26 odcinków.
| Nr | #  | Tytuł                                                            | Reżyseria         | Scenariusz                     | Premiera Hulu        | Premiera Fox Comedy |
| -- | -- | ---------------------------------------------------------------- | ----------------- | ------------------------------ | -------------------- | ------------------- |
| 68 | 1  | Gdy spałam While I Was Sleeping                                  | Michael Spiller   | Mindy Kaling                   | 15 września 2015     | 31 marca 2016       |
| 69 | 2  | T jak tchórz C Is for Coward                                     | Alex Hardcastle   | Matt Warburton                 | 22 września 2015     | 7 kwietnia 2016     |
| 70 | 3  | Leo Castellano to mój syn Leo Castellano Is My Son               | Alex Reid         | Charlie Grandy                 | 29 września 2015     | 7 kwietnia 2016     |
| 71 | 4  | Zołza jest czarna The Bitch Is Back                              | Michael Weaver    | Tracey Wigfield                | 6 października 2015  | 14 kwietnia 2016    |
| 72 | 5  | Atrakcyjna mamuśka Stay at Home MILF                             | Rachel Goldenberg | Chris Schleicher               | 13 października 2015 | 14 kwietnia 2016    |
| 73 | 6  | Wycieczka Road Trip                                              | David Stassen     | David Stassen                  | 20 października 2015 | 21 kwietnia 2016    |
| 74 | 7  | Mindy i niania Mindy and Nanny                                   | Roger Kumble      | Lang Fisher                    | 27 października 2015 | 21 kwietnia 2016    |
| 75 | 8  | Baw się dobrze kochanie Later, Baby                              | Ryan Case         | Tracey Wigfield                | 3 listopada 2015     | 28 kwietnia 2016    |
| 76 | 9  | Jody Kimball-Kinney to mój mąż Jody Kimball-Kinney is My Husband | Marco Fargnoli    | Chris Schleicher               | 10 listopada 2015    | 28 kwietnia 2016    |
| 77 | 10 | Ci, którzy wyjechali The Departed                                | Claire Scanlon    | Lang Fisher                    | 17 listopada 2015    | 5 maja 2016         |
| 78 | 11 | Rodziny Lahirich i Castellano The Lahiris and the Castellanos    | Kate Dennis       | Charlie Grandy                 | 24 listopada 2015    | 5 maja 2016         |
| 79 | 12 | Rodzicielska pułapka The Parent Trap                             | David Rogers      | Matt Warburton                 | 1 grudnia 2015       | 12 maja 2016        |
| 80 | 13 | Kiedy Mindy poznała Danny'ego When Mindy Met Danny               | Michael Spiller   | Mindy Kaling, Matt Warburton   | 8 grudnia 2015       | 12 maja 2016        |
| 81 | 14 | Zrobią to czy nie? Will They or Won't They                       | Michael Spiller   | Mindy Kaling, Matt Warburton   | 12 kwietnia 2016     | 19 maja 2016        |
| 82 | 15 | Myślisz, że możesz to sfinansować? So You Think You Can Finance  | Ryan Case         | Landon Young                   | 19 kwietnia 2016     | 19 maja 2016        |
| 83 | 16 | Mindi Lahiri jest gotowa na seks Mindy Lahiri is DTF             | Alex Reid         | Charlie Grandy                 | 3 maja 2016          | 26 maja 2016        |
| 84 | 17 | Za szybko i za poważnie 2 Fast 2 Serious                         | Ike Barinholtz    | Ike Barinholtz & David Stassen | 19 kwietnia 2016     | 26 maja 2016        |
| 85 | 18 | Bernardo i Anita Bernardo & Anita                                | David Rogers      | Mindy Kaling, Matt Warburton   | 10 maja 2016         | 30 czerwca 2016     |
| 86 | 19 | Stare nałogi Baby Got Backslide                                  | Geeta Patel       | Chris Schleicher               | 17 maja 2016         | 30 czerwca 2016     |
| 87 | 20 | Najlepsza randka na świecie The Greatest Date in the World       | Michael Weaver    | Tracey Wigfield                | 24 maja 2016         | 7 lipca 2016        |
| 88 | 21 | Pod słońcem Teksasu Under the Texan Sun                          | David Stassen     | Lang Fisher                    | 31 maja 2016         | 7 lipca 2016        |
| 89 | 22 | Czar Princeton Princeton Charming                                | David Rogers      | Guy Branum                     | 7 czerwca 2016       | 14 lipca 2016       |
| 90 | 23 | Softballiści nie płaczą There's No Crying in Softball            | Michael Weaver    | Jonathan Green, Gabe Miller    | 14 czerwca 2016      | 14 lipca 2016       |
| 91 | 24 | Moje dziecko też się liczy My Kid Stays in the Picture           | Marco Fargnoli    | Guy Branum                     | 21 czerwca 2016      | 21 lipca 2016       |
| 92 | 25 | Prywatna praktyka we Freedom Tower Freedom Tower Women’s Health  | Linda Mendoza     | Jonathan Green, Gabe Miller    | 28 czerwca 2016      | 21 lipca 2016       |
| 93 | 26 | Jak rozbić rodzinę Homewrecker                                   | Michael Spiller   | Lang Fisher, Chris Schleicher  | 5 lipca 2016         | 28 lipca 2016       |

## Sezon 5 (2016-2017)
Platforma internetowa Hula przedłużyła serial o 5 sezon.
| Nr  | #  | Tytuł                                                                 | Reżyseria       | Scenariusz                 | Premiera FOX         | Premiera Fox Comedy  |
| --- | -- | --------------------------------------------------------------------- | --------------- | -------------------------- | -------------------- | -------------------- |
| 94  | 1  | Decyzja 2016 Decision 2016                                            | Michael Spiller | Mindy Kaling               | 4 października 2016  | 17 września 2017     |
| 95  | 2  | Strajk pielęgniarek Nurses' Strike                                    | David Rogers    | Matt Warburton             | 11 października 2016 | 17 września 2017     |
| 96  | 3  | Margaret Thatcher                                                     | Alex Reid       | Charlie Grandy             | 18 października 2016 | 17 września 2017     |
| 97  | 4  | Mindy Lahiri to mizoginistka Mindy Lahiri Is a Misogynist             | Ike Barinholtz  | Lang Fisher                | 25 października 2016 | 24 września 2017     |
| 98  | 5  | Leland Breakfast to cudotwórca Leland Breakfast Is the Miracle Worker | David Stassen   | Chris Schleicher           | 1 listopada 2016     | 24 września 2017     |
| 99  | 6  | Zgoda Concord                                                         | Michael Spiller | Guy Branum                 | 8 listopada 2016     | 24 września 2017     |
| 100 | 7  | Zemsta pielęgniarki Revenge of the Nurse                              | Michael Spiller | Josh Bycel, Jonathan Fener | 15 listopada 2016    | 1 października 2017  |
| 101 | 8  | Wehikuł czasu Hot Mess Time Machine                                   | David Rogers    | Matt Warburton             | 14 lutego 2017       | 1 października 2017  |
| 102 | 9  | Bar micwa Bat Mitzvah                                                 | Kate Dennis     | Josh Bycel, Jonathan Fener | 21 lutego 2017       | 1 października 2017  |
| 103 | 10 | Weź sobie moją byłą żonę, proszę Take My Ex-Wife, Please              | Daniella Eisman | Chris Schleicher           | 28 lutego 2017       | 8 października 2017  |
| 104 | 11 | Forsa Dibs                                                            | Michael Spiller | Lang Fisher                | 7 marca 2017         | 8 października 2017  |
| 105 | 12 | Mindy Lahiri to biały facet Mindy Lahiri Is a White Man               | Marco Fargnoli  | Lang Fisher                | 14 marca 2017        | 8 października 2017  |
| 106 | 13 | Najlepsza przyjaciółka Mindy Mindy's Best Friend                      | Geeta V. Patel  | Guy Branum                 | 21 marca 2017        | 15 października 2017 |
| 107 | 14 | Moralna propozycja A Decent Proposal                                  | Michael Spiller | Charlie Grandy             | 28 marca 2017        | 15 października 2017 |

## Sezon 6 (2017)
| Nr  | #  | Tytuł                                                         | Reżyseria       | Scenariusz                      | Premiera Hulu        | Premiera Fox Comedy |
| --- | -- | ------------------------------------------------------------- | --------------- | ------------------------------- | -------------------- | ------------------- |
| 108 | 1  | Czy to już wszystko? Is That All There Is                     | David Stassen   | Mindy Kaling, Sonia Kharkar     | 12 września 2017     | 7 stycznia 2018     |
| 109 | 2  | Romantyczne rozstania A Romantical Decouplement               | Lang Fisher     | Lang Fisher                     | 19 września 2017     | 7 stycznia 2018     |
| 110 | 3  | Niech rozwód będzie z tobą May Divorce Be With You            | Linda Mendoza   | Matt Warburton, Jennifer Vierck | 26 września 2017     | 7 stycznia 2018     |
| 111 | 4  | Dziewczyna Leo Leo's Girlfriend                               | Ike Barinholtz  | Charlie Grandy, Meredith Dawson | 3 października 2017  | 7 stycznia 2018     |
| 112 | 5  | Impreza kostiumowa Jeremy & Anna's Meryl Streep Costume Party | Geeta V. Patel  | Mackenzie Dohr                  | 10 października 2017 | 14 stycznia 2018    |
| 113 | 6  | Opowieść położnej The Midwife's Tale                          | Daniela Eisman  | Chris Schleicher                | 17 października 2017 | 14 stycznia 2018    |
| 114 | 7  | Szalona dziewczyna Girl Gone Wild                             | David Rogers    | Miranda Berman                  | 24 października 2017 | 14 stycznia 2018    |
| 115 | 8  | Lekarze bez osobistych granic Doctors Without Boundaries      | Marco Fargnoli  | Guy Branum                      | 31 października 2017 | 14 stycznia 2018    |
| 116 | 9  | Danny w prawdziwym życiu Danny in Real Life                   | Michael Spiller | Matt Warburton, Mindy Kaling    | 7 listopada 2017     | 21 stycznia 2018    |
| 117 | 10 | To musiałeś być ty It Had to Be You                           | Michael Spiller | Matt Warburton, Mindy Kaling    | 14 listopada 2017    | 21 stycznia 2018    |